# Цилиопатија
Цилиопатија је било који генетски поремећај који утиче на ћелијске цилије или структуре за сидрење цилија, базална тела или цилијарну функцију. Примарне цилије су важне у вођењу процеса развоја, тако да абнормална цилијарна функција док се ембрион развија може довести до низа малформација које се могу јавити без обзира на одређени генетски проблем.
Сличност клиничких карактеристика ових развојних поремећаја значи да они формирају препознатљив кластер синдрома, који се слабо приписују абнормалној функцији цилијара и стога се називају цилиопатије. Без обзира на стварни генетски узрок, то је груписање скупа карактеристичних физиолошких особина  које дефинишу да ли је синдром цилиопатија.
Иако се обично сматра да цилиопатије укључују протеине који се локализују на покретним и/или непокретним (примарним) цилијама или центрозомима, могуће је да цилиопатије буду повезане са неочекиваним протеинима као што је КСПНПЕП3, који се локализује у митохондријама, али се верује да утиче на цилијарну функцију кроз протеолитичко цепање цилијарних протеина.
Значајан напредак у разумевању значаја цилија направљен је средином 1990-их. када је обављено откривање улоге цилија у ембрионалном развоју, утврђена идентификација цилијарних дефеката у генетским поремећајима као што су полицистична болест бубрега, Бардет-Бидлов синдром и примарна цилијарна дискинезија.
Цилије су сложене сензорне органеле укључене у контролу разних ћелијских сигналних путева,чија је сложеност сигналних путева делимично описана, тако да је  физиолошка улога коју ова органела играју у већини ткива и даље непотпумо схваћена. Додатне студије о томе како цилијарна дисфункција може довести до тако тешких болести и развојних патологија је још увек предмет актуелних истраживања.

## Структура
Примарне цилије се састоје од цилијарне аксонеме засноване на микротубулама, састављене од базалног тела, које представља један од два центриола центрозома. Примарне цилије су окружене мембранским липидним двослојем који одржава садржај липида и протеина различит од садржаја плазма мембране. Цилије су класификоване као 9+2 или 9+0, у зависности од тога да ли аксонема укључује додатни централни пар микротубула.
Граница између цилијарног и других ћелијских преграда је означена прелазном зоном. Моторни протеини транспортују протеине терета дуж цилијарног аксонема, процесом познатим као интрафлагеларни транспорт.
Цилије су високо очуване током еволуције. Након спроведених студија на зеленим алгама Цхламидомонас реинхардтии идентификована је еволуциона очуваност интрафлагеларнеих транспортних протеина, што је унапредило наше разумевање биологије цилија.
Практично сва ткива кичмењака или типови ћелија могу произвести примарне цилије, такође назване сензорне трепавице, које преносе сигнале у унутрашњост ћелије. Цилије осећају широк спектар екстрацелуларних сигнала и претварају их у одлуке које се тичу пролиферације, поларитета, раста нерава, диференцијације или одржавања ткива. Специфични цилијарни рецептори могу примити широк спектар сигнала, укључујући фотосензацију, механосензацију, осмосензацију, термосензацију, хормонски осећај и олфакторни осећај. Друга врста цилија, названа покретним цилијама, структурно је слична примарним цилијама. 
Генетски дефекти покретних цилија изазивају примарну цилијарну дискинезију, која карактерише групу болести, као што је Картагенеров синдром.

## Патофизиологија
Цилиопатије се могу представити као генетски хетерогена група поремећаја који су узроковани мутацијама у генима са производима који се локализују на комплексу цилијум-центрозом. Фенотипови због измењених протеина варирају од цистичне болести бубрега и слепила до неуролошких фенотипова, гојазности и шећерне болести. Заједничка карактеристика моногених цилиопатија као што су полицистична болест бубрега, нефронофтиза, Жуберов синдром, Мекелов синдром и Бардет-Бидлов синдром је да се генски производи релевантни за болест експримирају на примарним цилијама или центросомима.

### Доминантни поремећаји

#### Аутозомно доминантна полицистична болест бубрега
Аутосомно доминантна полицистична болест бубрега (АДПББ) једињеним Америчким  Државама и Европи, АДПКД је најчешћа потенцијално смртоносна аутозомно доминантна болест, која погађа око 1 од 1000 особа.  Два мутирана гена у АДПКД, ПКД1 (у већини случајева) и ПКД2, кодирају полицистин-1 и полицистин-2, респективно, и оба ова протеина су важна у диференцијацији и одржавању бубрежних тубуларних ћелија. Завршна бубрежна болест (ЕСРД) се генерално развија у доби од 55 до 75 година. У ранијој доби, манифестације АДПББ укључују хипертензију, бол у стомаку, палпабилну абдоминалну масу, хематурију, инфекције уринарног тракта, церебралне анеуризме и интестиналну дивертикулозу. АДПББ типови 1 и 2 показују аутозомно доминантну сегрегацију унутар породица. Међутим, ћелијски дефект који доводи до формирања цисте је вероватно резултат ретких спонтаних соматских мутација другог алела у неколико ћелија унутар бубрега и других органа (хипотеза другог поготка).  Дакле, патогени ефекат губитка функције ПКД1 или ПКД2 је генетски рецесиван (тј. изгледа да је неопходан губитак оба алела). Студије условног нокаутног мишјег модела за Пкд1 20 потврдиле су централну улогу полицистина-1 у бубрежној тубуларној морфогенези, као иу одржавању и поправци ткива.

#### Вон Хипел-Линдауова болест
Аутозомно доминантни поремећај, вон Хипел-Линдауова болест је узрокована хетерозиготном инактивацијом заметне линије ВХЛ тумор-супресорског гена, који се налази на хромозому 3п25. Карактерише га развој вишеструких хемангиобластома у централном нервном систему и ретини, бистроћелијски карцином бубрега и феохромоцитом.

### Рецесивни поремећаји

#### Аутозомно рецесивна болест полицистичних бубрега
Аутозомно рецесивна болест полицистичних бубрега (АРПБ) карактерише билатерално цистично повећање бубрега које може постати евидентно још  у материци. Акутна недовољна функција бубрега се може развити у неонаталном периоду, у детињству или одраслом добу,  у зависности од тежине две рецесивне мутације узрочног гена код полицистичних бубрега и болести јетре типа 1, ПКХД1. 22 Интрахепатична дисплазија жучних канала узрокује хроничну фиброзу јетре у овом ретком поремећају. ПКХД1 ген је идентификован позиционим клонирањем и демонстрацијом да мутације у ортологном гену пацова  узрокују полицистичну болест бубрега у моделу пацова. ПКХД1 кодира протеин фиброцистин сличан рецептору повезан са мембраном (такође познат као полидуктин), који игра улогу у терминалној диференцијацији сабирних канала и билијарног система. ПКХД1 који се налази у примарним цилијама бубрежних епителних ћелија, где се колокализује са полицистином-2.

#### Нефронофтиза
Нефронофтиза је најчешћи генетски узрок акутне недовољне функције бубрегатоком прве три деценије живота (средња старост, 13 година).   За разлику од полицистичне болести бубрега, нефронофтизу карактеришу цисте које су углавном ограничене на кортикомедуларни спој, а величина бубрега је нормална или смањена. Идентификоване су мутације у 11 различитих рецесивних гена ( НПХП1 до НПХП11 ) као узрок нефронофтизе.  Мутације у НПХП1 узрокују јувенилну нефронофтизу типа 1. НПХП1 кодира протеин нефроцистин-1 (НПХП1), 1 и НПХП1 интерагује са производима других гена повезаних са нефронофтизом, као што је НПХП2 (НПХП2).  НПХП3,  и НПХП4,  као и са другим сигналним протеинима. Док мутације инверсин гена ( ИНВС ) узрокују инфантилну нефронофтизу (НПХП2), било са или без ситус инверсуса или срчаног вентрикуларног септалног дефекта, мисенсе мутације у НПХП3 су повезане са болешћу која почиње у адолесцентној доби.  

### Сигнални ефекти као узрок цилиопатије
Цилије преносе сигнале у унутрашњост ћелије. Многи рецептори се експримирају на цилијарној мембрани и потребни су да ћелија перципира:
- физичке стимулусе (нпр. механичко напрезање),

- светлост,
- везивање хормона, хемокина и фактора раста (нпр. соматостатин, фактор 1 изведен из стромалних ћелија, и фактор раста изведен из тромбоцита),
- модулацијусигналних путева кроз морфогене.

Иако је данас јасно да мутације многих гена доводе до цилиопатија, много се мање зна о специфичним цилијарним сигналним путевима и патогеним принципима који на крају резултују фенотиповима болести на нивоу ткива и органа. 
Вишеструки сигнални механизми делују заједно са примарним цилијама, укључујући пут сигнализације Внт-планарне ћелије, сигнализацију на фокалним адхезијама и на спојевима адхеренса, сигнализацију уреза итд.  Сви они играју директну или индиректну улогу у механизмима поларитета равних ћелија који су централни за бројне цилиопатије.

## Извор
1. 1 2  Adams, M.; Smith, U. M.; Logan, C. V.; Johnson, C. A. (2008). „Recent advances in the molecular pathology, cell biology and genetics of ciliopathies”. Journal of Medical Genetics. 45 (5): 257—267. PMID 18178628. doi:10.1136/jmg.2007.054999 .
2. ↑  Lee JH, Gleeson JG (мај 2010). „The role of primary cilia in neuronal function”. Neurobiol. Dis. 38 (2): 167—72. PMC 2953617 . PMID 20097287. doi:10.1016/j.nbd.2009.12.022.
3. ↑  Powles-Glover, N (септембар 2014). „Cilia and ciliopathies: classic examples linking phenotype and genotype-an overview.”. Reproductive Toxicology (Elmsford, N.Y.). 48: 98—105. PMID 24859270. doi:10.1016/j.reprotox.2014.05.005.
4. ↑  Hurd TW, Hildebrandt F (2011). „Mechanisms of Nephronophthisis and Related Ciliopathies”. Nephron Exp. Nephrol. 118 (1): e9—e14. PMC 2992643 . PMID 21071979. doi:10.1159/000320888.
5. ↑  Cowley, Benjamin D.; Bissler, John J., ур. (2018). Polycystic Kidney Disease (на језику: енглески). New York: Springer. стр. 87. ISBN 978-1-4939-7782-6. doi:10.1007/978-1-4939-7784-0.
6. ↑  Kenny, Thomas D.; Beales, Philip L. (2014). Ciliopathies: a reference for clinicians. Oxford: Oxford University Press. ISBN 978-0-19-965876-3.
7. ↑  Davenport, James R.; Yoder, Bradley K. (2005). „An incredible decade for the primary cilium: a look at a once-forgotten organelle”. American Journal of Physiology-Renal Physiology (на језику: енглески). 289 (6): F1159—F1169. ISSN 1931-857X. doi:10.1152/ajprenal.00118.2005.
8. ↑  Rosenbaum, Joel L.; Witman, George B. (2002). „Intraflagellar transport”. Nature Reviews Molecular Cell Biology. 3 (11): 813—825. ISSN 1471-0072. doi:10.1038/nrm952.
9. ↑  Barr, Maureen M.; Sternberg, Paul W. (1999-09-23). „A polycystic kidney-disease gene homologue required for male mating behaviour in C. elegans”. Nature. 401 (6751): 386—389. ISSN 0028-0836. doi:10.1038/43913.
10. 1 2  Torres, Vicente E; Harris, Peter C; Pirson, Yves (2007). „Autosomal dominant polycystic kidney disease”. The Lancet. 369 (9569): 1287—1301. ISSN 0140-6736. doi:10.1016/s0140-6736(07)60601-1.
11. 1 2  Kim, Emily; Walz, Gerd (2007). „Sensitive cilia set up the kidney”. Nature Medicine. 13 (12): 1409—1411. ISSN 1078-8956. doi:10.1038/nm1207-1409.
12. ↑  Bhunia, Anil Kumar; Piontek, Klaus; Boletta, Alessandra; Liu, Lijuan; Qian, Feng; Xu, Pei-Ning; Germino, F.Joseph; Germino, Gregory G (2002). „PKD1 Induces p21waf1 and Regulation of the Cell Cycle via Direct Activation of the JAK-STAT Signaling Pathway in a Process Requiring PKD2”. Cell. 109 (2): 157—168. ISSN 0092-8674. doi:10.1016/s0092-8674(02)00716-x.
13. ↑  Kaelin, William G. (2003). „The von Hippel-Lindau Gene, Kidney Cancer, and Oxygen Sensing”. Journal of the American Society of Nephrology. 14 (11): 2703—2711. ISSN 1046-6673. doi:10.1097/01.asn.0000092803.69761.41.
14. ↑  Ward, Christopher J.; Hogan, Marie C.; Rossetti, Sandro; Walker, Denise; Sneddon, Tam; Wang, Xiaofang; Kubly, Vicky; Cunningham, Julie M.; Bacallao, Robert (2002-02-04). „The gene mutated in autosomal recessive polycystic kidney disease encodes a large, receptor-like protein”. Nature Genetics. 30 (3): 259—269. ISSN 1061-4036. doi:10.1038/ng833.
15. ↑  Onuchic, Luiz F.; Furu, Laszlo; Nagasawa, Yasuyuki; Hou, Xiaoying; Eggermann, Thomas; Ren, Zhiyong; Bergmann, Carsten; Senderek, Jan; Esquivel, Ernie (2002). „PKHD1, the Polycystic Kidney and Hepatic Disease 1 Gene, Encodes a Novel Large Protein Containing Multiple Immunoglobulin-Like Plexin-Transcription–Factor Domains and Parallel Beta-Helix 1 Repeats”. The American Journal of Human Genetics. 70 (5): 1305—1317. ISSN 0002-9297. doi:10.1086/340448.
16. ↑  Kim, Ingyu; Fu, Yulong; Hui, Kwokyin; Moeckel, Gilbert; Mai, Weiyi; Li, Cunxi; Liang, Dan; Zhao, Ping; Ma, Jie (2008). „Fibrocystin/Polyductin Modulates Renal Tubular Formation by Regulating Polycystin-2 Expression and Function”. Journal of the American Society of Nephrology. 19 (3): 455—468. ISSN 1046-6673. doi:10.1681/asn.2007070770.
17. ↑  Hildebrandt, Friedhelm; Otto, Edgar (2005). „Cilia and centrosomes: a unifying pathogenic concept for cystic kidney disease?”. Nature Reviews Genetics. 6 (12): 928—940. ISSN 1471-0056. doi:10.1038/nrg1727.
18. ↑  Hildebrandt, Friedhelm; Otto, Edgar; Rensing, Cornelia; Nothwang, Hans Gerd; Vollmer, Martin; Adolphs, Jörn; Hanusch, Helge; Brandis, Matthias (1997). „A novel gene encoding an SH3 domain protein is mutated in nephronophthisis type 1”. Nature Genetics. 17 (2): 149—153. ISSN 1061-4036. doi:10.1038/ng1097-149.
19. ↑  Benzing, Thomas; Gerke, Peter; Höpker, Katja; Hildebrandt, Friedhelm; Kim, Emily; Walz, Gerd (2001-08-07). „Nephrocystin interacts with Pyk2, p130, and tensin and triggers phosphorylation of Pyk2”. Proceedings of the National Academy of Sciences. 98 (17): 9784—9789. ISSN 0027-8424. doi:10.1073/pnas.171269898.